# Montaescaleras
El montaescaleras es una especie de ascensor inventado por J. Alain Amiot. Consistía en dos carriles planos y paralelos separados solo por algunos centímetros, que seguían la dirección general de la rampa ocupada por la escalera.
Su funcionamiento, que cuando su autor expuso el aparato en la Exposición Universal de París de 1889 llamó la atención por la novedad, se encuentra hoy perfeccionado por los ascensores modernos.
Hoy en día existen aparatos similares para facilitar el acceso a personas discapacitadas , aunque no son muy frecuentes.
- El contenido de este artículo incorpora material del tomo 36 de la Enciclopedia Universal Ilustrada Europeo-Americana (Espasa), cuya publicación fue anterior a 1945, por lo que se encuentra en el dominio público.

- Datos: Q6022176